# 奧川雅也
奧川雅也（1996年4月14日—），日本足球運動員，司職中場，現效力於日本甲組職業足球聯賽球隊京都不死鳥。

## 俱樂部生涯

### 京都不死鳥
出身于京都不死鸟的奥川雅也早在2015年就上演了自己的联赛首秀，当时他代表京都参加对阵FC岐阜的日乙联赛。
高圆宫杯超级联赛西区的京都不死鸟U18前锋奥川雅也收到来自英超利物浦的邀请，同时德甲勒沃库森及奥甲萨尔茨堡红牛亦对其有意。
京都不死鸟官方宣布，奥川雅也从本队U18调动3名球员升级到一队。
他代表U22踢了4场日丙联赛，之后在京都不死鸟踢了5场日乙联赛，打进1球。

### 薩爾茨堡紅牛
京都不死鸟官方宣布，队中19岁小将奥川雅也正式转会加盟奥超球队萨尔茨堡红牛。随着他今夏登陆欧洲加盟萨尔茨堡，他将与上赛季加盟球队的另一名日本球员南野拓实成为队友。

### 列弗寧（外借）
一开始他被租借去了萨尔茨堡红牛的卫星俱乐部列弗寧。在奥地利足球乙级联赛的两个赛季中，奥川雅也在64场比赛中打进8球并完成10次助攻。

### 馬特斯堡（外借）
本赛季奥川雅也被萨尔茨堡红牛租借到马特斯堡，赛季初期机会不多，但获得较多出场时间后拿出了相当出色的表现。 
奥甲联赛第20轮，马特斯堡主场5:1大胜沃尔夫斯贝格，奥川雅也打进1球并有两次助攻。
本轮奥超联赛中马特斯堡客场3-0完胜圣波尔滕，奥川雅也再次送上助攻，这也是他本赛季13次联赛出场中完成的第3次助攻。
奥川雅也在昨晚的奥超赛场上表现出色，贡献1球1助，帮助马特斯堡客场3:2逆转战胜了奥地利维也纳。

### 荷爾斯泰因基爾（外借）
奥超萨尔茨堡红牛官方宣布，22岁的日本边锋奥川雅也租借加盟德乙荷尔斯泰因基尔一个赛季。
德乙基尔和德丙的奥斯纳布吕克进行了一场热身赛，最终基尔6-3获胜，新加盟的奥川雅也打满了全场并送上了一次助攻。
德乙联赛，基尔主场2-2战平波鸿，日本球员奥川雅也下半场第74分钟替补出场上演处子秀，奥川雅也登场后表现活跃，多次制造威胁，首次触球就形成极具威胁的射门但被对方门将化解。
德乙赛事，基尔客场0-2负于柏林联合，之前被德国媒体预计将获得首发机会的日本球员奥川雅也依然作为替补球员，在第66分钟替补出场。 
德乙联赛中，基尔荷尔施泰因1-1战平科隆，日本球员奥川雅也首次代表球队首发出场，第89分钟被换下。 
德乙联赛基尔主场5-1大胜奥厄，日本球员奥川雅也首发出场81分钟，比赛中他在右边路制造了很大的威胁，第75分钟他接到队友洪萨克的左路传中破门，将比分扩大为4-1，这也是他本赛季的第二个德乙进球。

### 薩爾茨堡紅牛
奥甲争冠赛第8轮，萨尔茨堡红牛3-0击败哈特堡格，豪取联赛七连冠，也是奥川雅也夺得的第2个奥甲冠军。
欧冠附加赛第一回合中，萨尔茨堡红牛客场2比1战胜了特拉维夫马卡比，其中萨尔茨堡的日本球员奥川雅也打进了制胜一球，这是他本赛季的第二粒进球。
欧冠小组赛第3轮，萨尔茨堡红牛2:6惨败拜仁慕尼黑。奥川雅也第65分钟替补登场，仅仅1分钟之后便打入1球，帮助球队扳平比分。这是奥川雅也本赛季欧冠正赛的首球。

### 比勒費爾德（外借）
2021年1月31日，萨尔茨堡红牛宣布奥川雅也租借加盟德甲球队比勒费尔德。
2021年3月14日，德甲第25轮，勒沃库森1-2比勒菲尔德，奥川雅也踢进在德甲的处子球。
2021年6月，萨尔茨堡红牛官方宣布，德甲比勒菲尔德正式買斷奥川雅也，签约3年。

## 國家隊生涯
第26届Granakin杯半决赛，日本3比0轻取土耳其挺进决赛，将于明天和俄罗斯队争夺冠军。为日本队进球的分别是北川航也、奥川雅也和杉本太郎。
东南亚U19锦标赛半决赛，日本2-1击败泰国，两名边前卫奥川雅也和中野雅臣上半场各下一城。
奥川雅也入选了日本国青队，并随队参加了2014年亚青赛。在第2轮3-1击败越南的比赛中，在下半场第59分钟为球队首开纪录，其后日本队点球输给乌兹别克斯坦。
日本足协官方宣布正在缅甸征战U19亚青赛的日本U19国家队中场奥川雅也均因伤离队，将在今晚启程返回日本。
2020年11月，日本足协官方消息，将召集萨尔斯堡红牛的中场奥川雅也作为最新一期日本国家队成员，参加本月在奥地利举行的友谊赛。奥川雅也今次是第一次被日本国家队召集，由于比勒费尔德不放行前锋堂安律，故此奥川雅也顶替堂安律入选名单。 
日本足协官方宣布，因萨尔茨堡红牛队内6人确诊新冠，虽然奥川雅也核酸阴性，但还是决定本次国家队不招集。

## 外部連結
- 奧川雅也的X（前Twitter）
- Soccerway資料庫：奧川雅也